# Terence Morgan
Terence Ivor Grant Morgan, född 8 december 1921 i London, död 25 augusti 2005 i Brighton, East Sussex, var en brittisk skådespelare.

## Rollista i urval
- 1948 – Hamlet
- 1951 – Da capo
- 1951 – Med flaggan i topp
- 1952 – I morgon börjar livet
- 1954 – Farlig makt
- 1954 – I mannens våld
- 1960 – Gangsterstöten vid Piccadilly
- 1961–1962 – Sir Francis Drake (TV-serie)
- 1967 – Takvåningen
- 1971 – Snobbar som jobbar (TV-serie)